# Jacob Obrecht
(tudi Hobrecht) (rojen Gent, 1457/8; umrl Ferrara, pred 1. avgustom 1505). Flamski skladatelj. Pomemben predstavnik frankoflamskih skladateljev druge polovice 15.stoletja. Pisal je predvsem cerkveno glasbo, napisal je veliko število maš. Prostanek opusa zapolnjuje prav tako veliko število motetov in drugih skladb. Imel je bistveno vlogo pri razvoju polifonije v 15. stoletju.
Natančnih podatkov o času njegovega rojstva ni. Iz njegovega portreta iz leta 1496 na katerem naj bi bil star 38 let, lahko sklepamo za leto njegovega rojstva 1457 ali 1458. Besedilo njegovega moteta ob očetovi smrti Mille Quingentis pa priča o datumu 22.november 1450, na god sv. Cecilije. To je leto ko je bil njegov oče na Siciliji. Njegov oče, Willem Obrecht je bil namreč mestni trobentač v Gentu in je služil v kapeli Sv. Andreja in Lazarja pri cerkvi sv. Janeza. Jacob se mu je rodil kot edini otrok v prvem zakonu z Lijsbette Gheeraerts, ki je umrla leta 1460, pozneje pa se je poročil Beatrijse Jacops.

Znano je da je Jacob postal duhovnik, a o njegovem šolanju ni znanega veliko. Tudi o glasbenem šolanju ni podatkov. Kot je bilo takrat zelo pogosto, bi lahko sledil očetovim stopinjam in postal trobentač. Oče bi ga prav gotovo naučil osnove glasbe za nadaljnje izobraževanje.

Po konvencijah 15.stoletja je bil bodoči duhovnik deležen izobrazbe na univerzi, vendar ni nobenega sledu na kateri se je izobraževal Jacob.

Jacob je v svojem življenju zamenjal več delovnih mest in mest v katerih je deloval. Po letu 1470 je Obrecht delal v Utrechtu, kjer je bil učitelj Erazmu. V letih 1480-84 je vodil zbor v cerkvi Sint-Gertrudiskerk v Bergnu . Med tem časom je verjetno nastala nepoimenovana maša, ki je leta 1484 prišla na dvor grofa Ercole d’Este v Ferrari. Septembra 1484 je Obrecht sprejel položaj vodje deškega zbora v katedrali v Combrayu. Obveznosti, ki so mu bile predpisane, ni vestno izpolnjeval in se je pri cerkvi celo zadolžil. Zaradi zanemarjanja svojih dolžnosti je bil večkrat opozorjen. Novembra 1485 je po poravnavi dolgov cerkvi zapustil Combray. Med delovanjem v Combrayu je že dobil mesto za pomočnika v cerkvi sv. Donatiana v Bruges. Tam se je dokončno nastanil 13. oktobra 1485. V času bivanja tam je napisal maše De Sancto Martino in De Sancto Donatiano ter verjetno tudi mašo Salve diva parens, katere zasledimo v virih od leta 1487 naprej. Avgusta 1487 mu je zbor kanonikov sv. Donatiana dal 6 mesecev dopusta, da je odpotoval v Ferarro, v Bruges pa se je vrnil šele eno leto pozneje, s  šestmesečno zamudo (avgusta 1488). Nekaj mesecev za tem mu je umrl oče Willem. Januarja 1491 je zapustil mesto v Bruges in junija 1492 že nastopil s službo v mestu Antwerp pri cerkvi Notre Damme, kjer je nasledil pokojnega Jacobusa Barbireauja. Obrecht se je vrnil v Bergen poleti leta 1497 in po letu in pol bivanja tam, decembra 1498, ponovno zavzel svoje staro mesto pri sv. Donatianu v Bruges. Tam je deloval dokler ni septembra 1500 omagal od hude bolezni. Zbor kanonikov je odobril njegov odhod, poleg tega je še prejel nagrado za zvesto služenje cerkvi in skladateljsko delo. Od junija 1501 se je vrnil v Antwerp, kjer je bil vodja zbora pri cerkvi Notre Damme do leta 1503. 
Po zapisku, zabeleženem v zakladnici cesarja Maksimilijana I., izvemo da je bil oktobra 1503 v Innsbrucku. Od njegovega odhoda iz Antwerpa junija 1503 razen tega zapiska do septembra 1504 o njem ni zaslediti virov. Tega leta je prevzel mesto maestra di cappella v Ferrari. Tam je služil vojvodi Ercole d'Este, ki je bil eden njegovih največjih občudovalcev. Ko je vojvoda umrl, je Obrecht spet ostal brez službe in položaja. Po neuspešnem poiskusu dobiti delovno mesto v Mantui je Obrecht umrl zaradi kuge v Ferrari junija ali julija 1505.

Jacob Obrecht je bil v prvi vrsti cerkveni glasbenik. Velik del njegovega opusa zavzemajo maše, napisal pa je tudi veliko motetov.
Kot cerkveni glasbenik je imel manj priložnosti priti v stik z Italijanskim humanizmom, ki je spodbujal napredno umetnost in iz katerega so rasle nove ideje. Zato je bil na nek način celo prikrajšan za nove glasbene smernice. Edino na svojem obisku Ferrare je prišel v pravi stik z italijanskim humanizmom. Posledica odmaknjenosti je tudi redkost objave njegovih del za časa njegovega življenja pri slavnih založnikih 15.stoletja, kot je Petrucci. Tudi njegov vpliv na glasbo 16. stoletja je manjši kot so ga imeli njegovi sodobniki.

Znano je, da je pisal zelo hitro. Čez noč je lahko napisal mašo, ki je bila zelo dobro sprejeta. Za razliko od nekaterih skladateljev, ki so popravljali in pilili svoja dela tudi celo leto, je on neverjetno hitro dal svoja dela v javnost. Njegova glasba je bila namreč predvsem uporabna in namenjena bogoslužju.

## Maše
V mašah se je Obrecht posluževal polifone kompozicijske tehnike s cantusom firmusom, in za glavni motiv pogosto vzel preprosto melodijo znane posvetne pesmi. Izbira cantusa firmusa je odvisna od okolja v katerem je maša napisana in od ljudi, ki jo bodo poslušali.

V zgodnjih mašah je uporabljal melodije svojih vzornikov Busnoisa in Ockeghema. Tako v delu »Missa de Sancto Martino« ki je nastalo v Bruges leta 1486, v stavku Kyrie uporablja glavni motiv Ockeghemove maše MI-mi. Prav tako se tudi v missi Sicut spina rosam zgleduje po isti Ockeghemovi maši, kjer natančno prepiše njegov bas iz Kyrie v svoj Agnus dei.

Zelo rad je vkomponiral  razširjen cantus firmus v svoje začetne stavke. To je storil v mašah Beata viscera, O lumen ecclesie in Ave regina celorum, ki so vse nastale okoli leta 1480.

V začetnem obdobju še ni razvil lastnega stila zato se je raje zgledoval po drugih stilih. Tako se v maši De Sancto Donatiano, ki je nastala v Bruges leta 1487, zgleduje po Ockeghemovi maši Missa Ecce ancilla Domini. Enako v maši Missa Petrus apostolus ko si za zgled vzame Busnoisovo maši L’homme armé in O crux lignum triumphale. Tu uporablja zelo pravilen kontrapunkt.

Maše, ki so nastale okoli leta 1490 so prelomne v Obrechtovem ustvarjanju. Njegov stavek postane bolj razgiban. Obrecht niza hitre polifone odseke in poudarjene homofone dele, v katerih podčrta najpomembnejši del besedila maše. Cantus firmus razbije na več delov in imitira le kratke odseke. Melodije oblikuje in spreminja, uporablja tehnike dela z motivom kot so: avgmentacija, inverzija, rakov postop idr. Tako cantus firmus v poznejših mašah skoraj ni več prepoznaven.

Pri poznih mašah poudarek dobijo zaključni deli, kadence se včasih celo ločijo od skladbe v kodo. Najpomembnejša maša iz zrelega bdobja je Missa Fortuna desperata in Missa Rose playsante. Tu je Obrechtov stil najbolj popoln.

## Moteti
Motetov je številčno manj kot maš. V kompozicijski tehniki se zelo razlikujejo. Od zapletenih kanonskih struktur in zvočne polifonije do del z zelo jasno strukturo in jasnim podajanjem teksta. Večinoma je za razliko od maš v motetih uresničil sveže ideje.

V motetih iz let 1480-90 naredi Obrecht pomemben premik k novi estetiki. Pomemben motet je Mille quingentis, molitev v glasbi za očetom Willemom Obrechtom, ki je umrl leta 1488, motet pa je nastal leta 1489. Pisan je v starem slogu z uporabo tenorja iz Introita koralne maše za rajne.

## Posvetna glasba
Repertoar posvetne glasbe je tako majhen, da nima velike teže. To so predvsem živahne nizozemske pesmi za različne priložnosti in skladbe brez besedil, tako imenovana Spielmusik. Na tem področju Obrechta zasenčijo njegovi sodobniki: Josquin, Compère, Pierre de la Rue.

## Maše
- Missa Adieu mes amours (4-glasje)
- Missa Ave regina celorum (4-glasje)
- Missa Beata viscera (4-glasje, cantus firmus: iz pesmi Devici)
- Missa Caput (4-glasje)
- Missa Cela sans plus (4-glasje, po pesmi Colineta de Lannoy)
- Missa De sancto Donatiano (4-glasje, po pesmih posvečenih sv. Donatianu)
- Missa De sancto Johanne Baptista (4-glasje, po pesmih posvečenih sv. Janezu Krstniku)
- Missa De sancto Martino (4-glasje, po pesmih iz oficija sv. Martina Tourskega)
- Missa De tous biens playne (3-glasje, cantus firmus iz pesmi avtorja Hayne van Ghizeghem)
- Missa Fors suelement (3-glasje, cantus firmus iz Ockeghemove pesmi)
- Missa Fortuna desperata (4.glasje, cantus firmus iz Busnoys-ove pesmi)
- Missa Gracuuly et biaulx (4.glasje, cantus firmus iz Barbireau-jeve pesmi)
- Missa Grecorum (4-glasje, cantus firmus neznanega izvora)
- Missa Hercules Dux Ferrarie (4-glasje, izgubljena maša)
- Missa Je ne demande (4-glasje, cantus firmus iz Busnoys-ove pesmi)
- Missa Je ne seray plus (3-glasje, cantus firmus iz šansone avtorja Phillipet des Pres)
- Missa L'homme armé (4-glasje, po Busnoys-ovi maši)
- Missa Libenter gloriabor (4-glasje, cantus firmus iz antifone sv. Pavla)
- Missa Malheur me bat (4-glasje, cantus firmus iz Malcort-ove šansone)
- Missa Maria zart(4-glasje)
- Missa N'aray-je jamais (4-glasje, cantus firmus iz Mortonove šansone)
- Missa O lumen ecclesie (4-glasje, znana tudi kot Missa O quam suavis)
- Missa Petrus apostolus (4-glasje, po antifoni Magnificata za sv. Petra in Pavla)
- Missa Pfauenschwanz (4-glasje, cantus firmus iz instrumentalne skladbe Barbingnanta)
- Missa Plurimorum carminum 1 (4-glasje, melodije 22 pesmi različnih avtorjev)
- Missa Plurimorum carminum 2  (4-glasje, melodije petih pesmi avtorjev: Barbireau, Compère, Martini and Rubinus)
- Missa Regina celi (4-glasje, izgubljena maša)
- Missa Rose playsante (4-glasje, cantus firmus iz šansone Dusarta ali Carona)
- Missa Salve diva parens (4-glasje)
- Missa Scaramella (4-glasje, cantus firmus iz italijanske pesmi)
- Missa Si dedero (4-glasje, po motetu Agricole)
- Missa Sicut spina rosam (4-glasje, cantus firmus iz responzorija Ad nutum Domini)
- Missa sine nomine (4-glasje)
- Missa Sub tuum presidium (3- do 7-glasje, cantus firmus iz antifone Devici)
- Missa Veci la danse Barbari (4-glasje, cantus firmus iz pesmi neznanega avtorja)

## Moteti
- Ave maris stella (3 gl.)
- Benedicamus in laude (4-gl.)
- Cuius sacrata viscera (3-gl.)
- Cuius sacrata viscera (4-gl.)
- Hec Deum celi (5-gl.)
- Magnificat (4-gl.)
- Omnis spiritus (4-gl.)
- Alma redemptoris mater (3-gl., poznana tudi kot Ego sum Dominus)
- Ave regina celorum (4-gl.)
- Beata es Maria (4-gl.)
- Discubuit Jesus (4 gl.)
- Factor orbis / Canite tuba (5-gl.)
- Inter preclarissimas virtutes / Estote fortes in bello (4-gl.)
- Laudemus nunc Dominum / Non est hic aliud (5-gl.)
- Laudes Christo (4-gl.)
- Mater patris / Sancta Dei genitrix (5-gl.)
- Mille quingentis / Requiem eternam (4-gl.)
- O beate Basili / O beate Pater (4-gl.)
- O preciosissime sanguis / Guberna tuos famulos (5-gl.)
- Parce Domine (4-gl.)
- Quis numerare queat (4-gl.)
- Regina celi (2-gl.)
- Salve crux arbor vitae / O crux lignum triumphale (5-gl.)
- Salve regina (3-gl.)
- Salve regina (4-gl.)
- Salve regina (6-gl., znan tudi kot Vita dulcedo)
- Salve sancta facies / Homo quidam (4-gl.)
- Si sumpsero (3-gl.)

## Posvetne skladbe
- Als al de weerelt in vruechden leeft (4-gl.)
- Den haghel ende die calde snee (4-gl.)
- Fors seulement (4-gl., predelava Ockeghemove šansone)
- Fuga (4-gl.)
- Helas mon bien (3-gl.)
- Ic draghe de mutse clutse (4-gl.)
- Ic hoerde de clocskins luden (4-gl.)
- Ic ret my uut spacieren (4-gl.)
- Ic weinsche alle scoene vrauwen eere (4-gl.)
- In hebbe gheen ghelt in mijn bewelt (4-gl.)
- J'ay pris amours (4-gl., po šansoni neznanega avtorja)
- La tortorella è semplice uccelletto (4-gl.)
- Lacen adieu, wel zoete partye (4-gl., znana tudi kot Largire nunc mitissime)
- Laet u ghenoughen liever Johan (4-gl.)
- Ma bouche rit (4-gl., po Ockeghemovi šansoni)
- Marion la doulce (3-gl.)
- Meiskin es u cutkin ru (4-gl., znana tudi kot Adiu, Adiu)
- Moet my lacen u vriendelic schijn (3-gl.)
- Nec michi nec tibi (3-gl.)
- Rompeltier (4-gl., znana tudi kot Parvulus nobis nascitur)
- Se bien fait (4-gl.)
- Sullen wij langhe in drucke moeten leven (3-gl.)
- Tandernaken (3-gl.)
- Tant que nostre argent dura (4-gl.)
- Tmeiskin was jonck wel van passe (3-gl.)
- Tsat een cleyn meiskin (4-gl.)
- Waer sij di Han (4-gl.)
- Wat willen wij metten budel spelen (4-gl., znana tudi kot Precantibus diva virgo)
- Weet ghij wat mijnder jonghen hert deert (4-gl.)
- [pesem brez besedila] I (3-gl.)
- [pesem brez besedila] II (3-gl.)
- [pesem brez besedila] III (3-gl.)
- [pesem brez besedila] IV (3-gl.)
- [pesem brez besedila] V (verjetno 3-gl., ohranjen samo bas)

Wegman, Rob C. »Jacob Obrecht«. Grove music online. 26. Apr. 2010 <http://www.oxfordmusiconline.com/subscriber/article/grove/music/20231>.
1. ↑  data.bnf.fr: platforma za odprte podatke — 2011.
2. 1 2  Record #118735853 // Gemeinsame Normdatei — 2012—2016.